# Rhodococcus ruber
Rhodococcus ruber ist ein gram-positives, aerobes, nicht sporulierendes Bakterium, das zur Gattung Rhodococcus gehört, und kommt häufig im Boden, im Wasser und im Pflanzenmaterial vor.

## Physiologie und Morphologie
Rhodococcus ruber ist ein stäbchenförmiges Bakterium mit einem Durchmesser von 0,5 bis 1,5 Mikrometern und einer Länge von 2 bis 10 Mikrometern. Es ist unbeweglich und bildet keine Sporen. Das Bakterium ist ein fakultativer Anaerobier, das heißt, es kann sowohl in sauerstoffreichen als auch in sauerstoffarmen Umgebungen überleben.

## Vorkommen
Das Bakterium kommt häufig in Böden, Wasser und Pflanzenmaterial vor.

## Nutzung
Rhodococcus ruber ist für seine Fähigkeit bekannt, eine breite Palette organischer Verbindungen abzubauen, darunter Kohlenwasserstoffe, polycyclische aromatische Kohlenwasserstoffe (PAK), polychlorierte Biphenyle (PCB) und die Verdauung von Mikroplastik. Dies macht sie zu einem potenziellen Kandidaten für den Einsatz in Bioremediationsprojekten, bei denen sie zur Sanierung kontaminierter Böden und Gewässer eingesetzt werden kann.
Das Bakterium ist auch für seine Fähigkeit bekannt, eine Reihe von Enzymen zu produzieren, die in der Industrie eingesetzt werden können, z. B. für die Herstellung von Biokraftstoffen und Enzymen für die Lebensmittel- und Getränkeindustrie. Im Rahmen von Bioremediationsprojekten kann Rhodococcus ruber zur Sanierung von kontaminierten Böden und Gewässern eingesetzt werden. In der Industrie kann er zur Produktion einer Vielzahl von Enzymen verwendet werden, die für die Herstellung von Biokraftstoffen und Enzymen für die Lebensmittel- und Getränkeindustrie eingesetzt werden können.